# Медная бабушка
«Медная бабушка» — двухсерийный фильм-спектакль, снятый на канале «Культура» (ВГТРК) в 2004 году. В основе фильма — одноимённая пьеса Леонида Зорина об Александре Пушкине, построенная на документальных материалах.

## Предыстория
В 1971 году во МХАТе, который с 1970 года возглавлял Олег Ефремов, режиссёром-стажёром первой постановки «Медной бабушки» стал Михаил Козаков, пришедший вместе с Ефремовым из Современника. На роль Александра Пушкина пробовались несколько актёров: Николай Пеньков, Александр Кайдановский, Олег Даль, Всеволод Абдулов, в итоге режиссёр остановил свой выбор на приглашённом Ролане Быкове.
Однако резко отрицательное отношение именно к выбору Ролана Быкова на главную роль высказала министр культуры СССР Е. А. Фурцева. Её поддержали овеянные бессмертной славой мхатовцы (А. К. Тарасова, А. И. Степанова, В. Я. Станицын, П. В. Массальский и другие). По воспоминаниям свидетеля событий литературоведа-пушкиниста Валентина Непомнящего, «…топтали артиста беспощадно, без тени сомнения в своей правоте и с явственно ощутимым удовольствием, даже с торжеством, повелительно пресекая робкие возражения более молодых; они разоблачали „немхатовскую“ манеру его игры, издевались над его внешностью и ростом…». Вскоре критика перекинулась и на саму пьесу, её осудили «как идейно чуждое сочинение, мельчащее образ поэта и полное вдобавок коварных намеков на положение советского писателя». 
Большая репетиция спектакля проходила в фойе театра, так как прогон на сцене не разрешили. Царя Николая I играл Владлен Давыдов. Репетировавший роль В. А. Жуковского народный артист СССР Борис Смирнов очень хотел сохранить спектакль. Но худсовет театра принял решение постановку запретить, проигнорировав восторженную поддержку «Медной бабушки» известными советскими пушкинистами Татьяной Цявловской, Натаном Эйдельманом, Ильёй Фейнбергом и Валентином Непомнящим. Вскоре после срыва спектакля — в том же 1971 году — Михаил Козаков уволился из МХАТа.
О Ролане Быкове, сыгравшем в 1971 году роль поэта, Валентин Непомнящий вспоминает:

Как это у него получалось, постигнуть было совершенно невозможно. Ни ярких сценических приемов, ни остроумных режиссерских ходов, из тех, что должны «помочь» артисту выразить невыразимое, ни эффектных актерских «штучек», имеющих ту же цель, — ничего! Одна сплошная правда.

В этом было что-то нездешнее, мы не понимали, где мы; по лицу Татьяны Григорьевны, изучавшей Пушкина полвека, лились слезы, семидесятилетний Илья Львович был порой похож на мальчика, наблюдающего канатоходца, в глазах Натана сияло счастье узнавания, а у меня, наверное, лицо было просто дурацкое: не склонный к мистическому фантазированию и визионерству, я тем не менее почти физически ощущал себя в каком-то другом пространстве — так летают во сне. — В. Непомнящий. Вместо подписи под фотографией
Ролан Быков очень тяжело переживал такой поворот событий. Елена Санаева признавалась Леониду Зорину, что она боялась потерять мужа, который не спал по ночам и думал о петле.
По настоятельному совету министра Фурцевой режиссёр Ефремов начал во МХАТе репетировать пьесу Геннадия Бокарева «Сталевары», премьера которой состоялась в октябре 1973 года. При этом, как выразился Леонид Зорин, Олег Ефремов проявил чудеса верности и в 1975 году вернул в репертуар МХАТа «Медную бабушку» (хоть и ненадолго) — в другой постановке и с другим составом актёров.
Про спектакль Олега Ефремова 1975 года Всеволод Шиловский вспоминал, что по мнению критиков, «Медная бабушка» сразу стала эталоном режиссуры и актёрской игры. Будучи постановщиком спектакля, Ефремов сыграл в нём и главную роль. По мнению автора пьесы, Александр Пушкин у Ролана Быкова был поэт и паломник, а у Олега Ефремова — миссионер и деятель. Из-за своего высокого роста Ефремов играл спектакль, не вставая со стула. Отмечалась блестящая игра Олега Стриженова в роли императора Николая I и Андрея Попова в роли Жуковского.
Ушедший из МХАТа Михаил Козаков тоже не терял надежду вернуться к «Медной бабушке». Написанная в 1970 году пьеса Леонида Зорина рассказывает о событиях, происходивших с Александром Пушкиным в мае—августе 1834 года. Чтобы достать денег, в частности для издания «Медного всадника», поэт пытается продать медную статую императрицы Екатерины Великой, полученную в приданое Натальей Николаевной от её деда Афанасия Николаевича Гончарова.
Свою мечту Михаил Козаков осуществил лишь тридцать лет спустя.
По случаю премьеры фильма-спектакля 14 октября 2004 года в беседе с российским кинокритиком и журналистом Валерием Кичиным Михаил Козаков напомнил о запрете спектакля в 1971 году и упомянул, что у тогдашних властей неприятные ассоциации вызвала сцена беседы царя по поводу разных дорог у гения и у страны.
«Медную бабушку» автор Леонид Зорин назвал самой дорогой своей пьесой независимо от её сценической судьбы.

Я помню день, когда я её закончил, в Ялте, в Доме творчества. Он стоял на горе. И вот я спустился после этого вечером к Чёрному морю и стоял, я помню, у какого-то дебаркадера. И это был момент, который не знаю, пережил ли я ещё раз в жизни. Вот его забыть я не могу. Поэтому, естественно, я этой пьесе очень благодарен за то, что она пересекла мою жизнь, за то, что она дала мне возможность этого дня, когда я пережил эти минуты.— Леонид Зорин. "Любовь это обреченное чувство"

## Работа над фильмом
В 2004 году Казаков сказал:

Я снял двухсерийный фильм для канала «Культура» по пьесе своего любимого Леонида Зорина «Медная бабушка». Пьеса изумительная, в ней достаточно серьёзные проблемы поднимаются — поэт и власть, поэт и его ближайшее окружение… Это трудная, замечательная пьеса о Пушкине. — Я памятник себе воздвиг нерукотворный...
«Парламентская газета» в 2004 году опубликовала статью «Михаил Козаков — актёр великих ролей», приуроченную к телепостановке «Медной бабушки». Режиссёр признался, что опять переживал за судьбу спектакля, и поблагодарил телеканал «Культура» за взаимопонимание и помощь в работе.
В фильме дважды звучит в авторском исполнении песня Булата Окуджавы «Былое нельзя воротить».

## Создатели фильма-спектакля
- Михаил Козаков — постановка и сценарий
- Леонид Зорин — автор пьесы
- Виктор Шейнин — оператор-постановщик
- Станислав Морозов — художник-постановщик
- Александр Шевцов — композитор

## Роли исполняли
- Виктор Гвоздицкий — Александр Пушкин
- Валентин Смирнитский — Соболевский
- Георгий Тараторкин — Вяземский
- Александр Ануров[1] — Жуковский
- Александр Яцко — Николай Павлович
- Виктор Тульчинский — Бенкендорф
- Юозас Будрайтис — Рейхман
- Олег Марусев — Иван Филиппович
- Галина Тюнина — Дарья Фикельмон
- Светлана Немировская — Софи Карамзина
- Евгений Стычкин — Лев Пушкин
- Михаил Шкловский — полковник Абас-ага
- Геннадий Юхтин — Никита
- Андрей Смирнов — барон Дантес